# صفیر ظهر
صفیر ظهر (انگلیسی: The Noon Whistle) یک فیلم کمدی صامت آمریکایی است که در سال ۱۹۲۳ منتشر شد.

## بازیگران
- استن لورل
- جیمز فینلیسون
- سمی بروکس
- ویلیام گیلسپی
- نوآ یانگ
- جان بی. اوبراین
- کاترین گرانت